# Cosmine
Cosmine is een beenachtige substantie die zich in de huid van sommige vissoorten (Sarcopterygii) bevindt. Het is een belangrijke stof bij de opbouw van de schubben. Er zijn meerdere soorten schubben: cosmine vindt men hoofdzakelijk in cosmoïdeschubben.
Visschubben zijn gelijkaardig opgebouwd als de tanden bij de mens. Daarbij wordt de rol van het tandbeen (dentine) bij de mens door de cosmine overgenomen. In tegenstelling tot dentine verlopen de kanaaltjes in cosmine volgens een boomstructuur.